# Spalten-Wollbiene
Die Spalten-Wollbiene oder Felsspalten-Wollbiene (Anthidium oblongatum, Syn.: Proanthidium oblongatum) ist eine solitär lebende Wildbienenart aus der Familie der Megachilidae. Sie hat, wie auch andere Arten der Gattung Anthidium, eine schwarze Körperfarbe mit gelben Zeichnungen.

## Etymologie
Von lat. "oblongatum" = "länglich, verlängert". Der deutsche Name bezieht sich auf die von der Art häufig benutzte Nistmöglichkeit.

## Merkmale

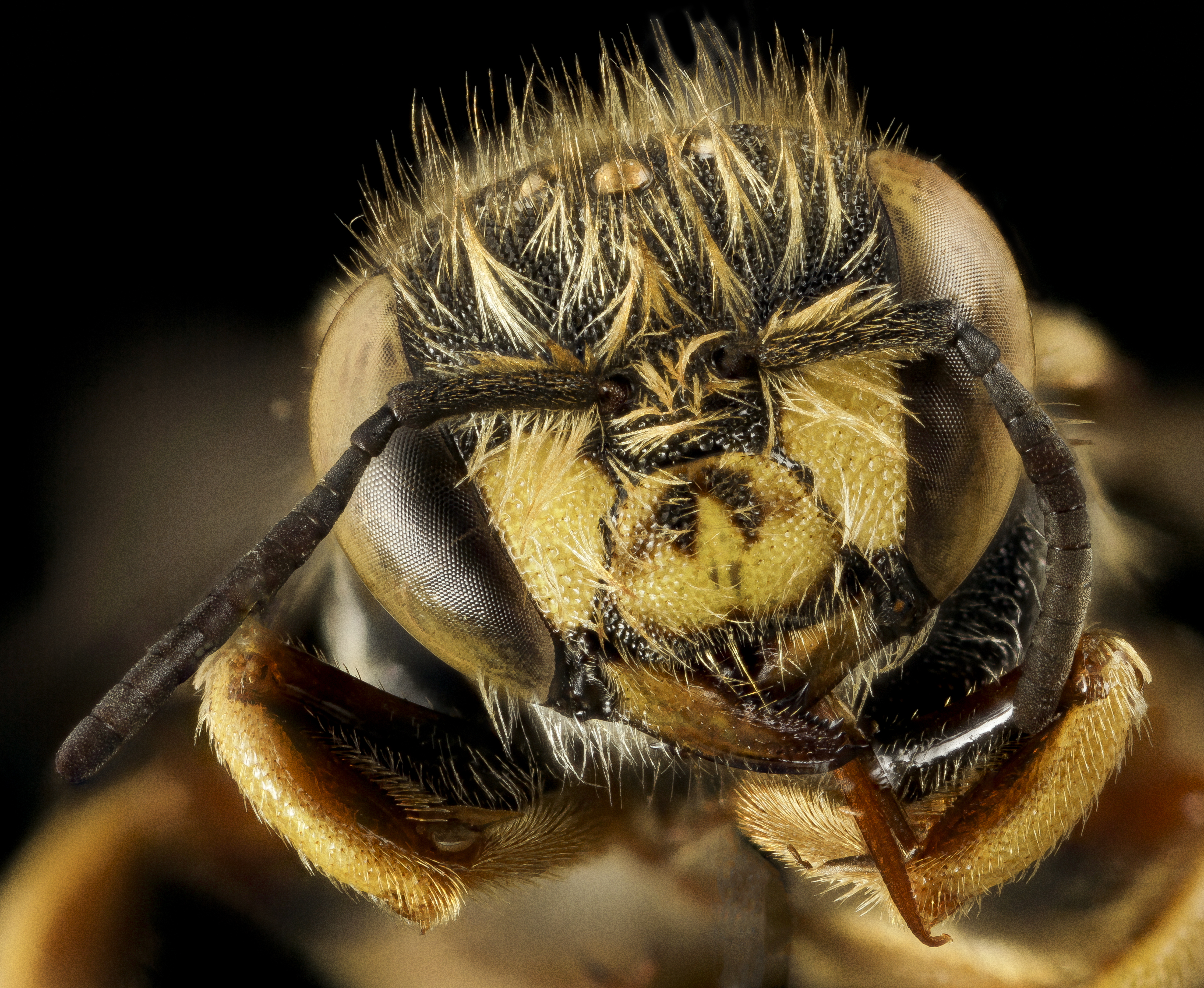
Frontalansicht einer Spalten-Wollbiene

Die Spalten-Wollbiene hat olivgrüne Augen und orangerote Beine. Man kann sie von der ähnlichen Großen Wollbiene (Anthidium manicatum) unterscheiden, welche größer ist, gelbe Beine besitzt und einen anderen Blütenbesuch aufweist.

### Männchen
Die Männchen haben eine Größe von 9–13 mm und sind den Weibchen sehr ähnlich. Die Abdomen-Zeichnung kann sehr variabel sein.  Es können vier Flecken oder keine Flecken auf den Tergiten sein. Das Tergit 6 weist seitlich Dornen auf und das Tergit 7 ist in der Mitte tief ausgeschnitten, sodass das Tergit dadurch in zwei viereckige Lappen geteilt ist.

### Weibchen
Die Weibchen sind 8–10 mm groß. Sie haben rötlichgelbe Beine. Das Nebengesicht, Clypeus und die Mandibeln sind gelb. Die Tergite haben je zwei gelbe Flecken. Das Scutellum hat seitlich je einen rückwärts gerichteten Zahn, manchmal aber nur mit Ecken. Die Bauchbürste ist am Rand weiß und innen gelb.

## Verbreitung
"In Nordafrika von Marokko gemeldet. In Eurasien von Portugal über Süd-, Mittel- und Osteuropa, Ukraine, Südrussland und Sibirien (ostwärts bis Tuva) sowie über Kleinasien, Kaukasus bis in die zentralasiatischen Gebirge; in Europa nordwärts bis Niederlande, Brandenburg, Zentralpolen und Weißrussland; südwärts bis Sizilien (nicht auf Korsika und Sardinien), Thessalien (nicht auf Kreta und Zypern), Iran und Afghanistan. Eingeschleppt im Osten der USA."
In Deutschland bis zum südlichen Mittelgebirgsrand. Es gibt vereinzelte Funde im Norddeutschen Tiefland. Die Art kommt mäßig häufig vor.

## Gefährdung
Gefährdungskategorie: Vorwarnliste (V)

## Phänologie
Die Art ist univoltin. Flugzeit von Mitte Juni bis Anfang August. Überwinterung als Ruhelarve im Kokon.

## Lebensraum
Diese Art ist wärmeliebend und kommt vorwiegend in trocken-warmen Lebensräumen vor: Magerrasen, alte Weinbergbrachen, extensiv genutzte, mit blütenreichen Trockenmauern und Ruderalstellen durchsetzte Weinberge, Binnendünen, Abwitterungshalden und Felshänge, steinige und nur schütter bewachsene Straßenböschungen, Bahndämme, Hochwasserdämme; zerstreut auch im Siedlungsbereich auf Brachen und in blumenreichen (Stein-)Gärten. Der Nistplatz liegt oft weit entfernt von Orten, an denen Pollen oder Baumaterialien gesammelt werden. Die Art ist ein Teilsiedler.

## Nestbau
Die Nester werden in vorhandenen Hohlräumen unterirdisch (endogäisch) oder oberirdisch (hypogäisch) gebaut. Nester werden auch in Mauerfugen, Erdritzen, Felsspalten, aufeinanderliegenden Steinen und möglicherweise auch in hohlen Stängeln von Disteln und Doldengewächsen errichtet. Das Nest besteht aus bis zu 8 Brutzellen. Als Baumaterialien werden abgeschabte Pflanzenhaare v. a. von folgenden Pflanzen benutzt: Deutscher Ziest (Stachys germanica), Woll-Ziest (Stachys byzantina), Königskerzen (Verbascum), Sand-Strohblume (Helichrysum arenarium), Zier-Strohblume 'Schwefellicht" (Helichrysum thianshanicum), Kugeldistel (Echinops ritro), Silberimmortelle (Anaphalis margaritacea), Golddistel (Carlina vulgaris).

## Pollenquellen
Die Art ist polylektisch.
Pollenquellen:
Crassulaceae: Felsen-Fetthenne (Sedum rupestre), Kaukasus-Fetthenne (Sedum spurium), Weiße Fetthenne (Sedum album), Scharfer Mauerpfeffer (Sedum acre), Spinnweben-Hauswurz (Sempervivum arachnoideum)
Fabaceae: Gewöhnlicher Hornklee (Lotus corniculatus), Futter-Esparsette (Onobrychis viciifolia), Weißer Steinklee (Melilotus albus), Echter Steinklee (Melilotus officinalis)
Resedaceae: Wilde Resede (Reseda lutea), Färber-Resede (Reseda luteola)
Campanulaceae: Berg-Sandrapunzel (Jasione montana), Grasblättrige Büschelglocke (Edraianthus graminifolius)

## Parasiten
Die Kuckucksbiene Stelis punctulatissima und mit hoher Wahrscheinlichkeit die Goldwespe Chrysis marginata